# Crassispira latizonata
Crassispira latizonata é uma espécie de gastrópode do gênero Crassispira, pertencente à família Pseudomelatomidae.